# Iglesia Mayor de Baza
La Iglesia Mayor, Colegiata o Concatedral de Santa María de la Encarnación, es un templo católico de la localidad española de Baza, en la provincia de Granada. De estilo renacentista, fue edificado en el siglo XVI y se construyó sobre los restos de la mezquita aljama musulmana. Inicialmente, se abrió al culto cristiano tras su sacralización manteniendo su estructura como mezquita. Hasta el Concordato de 1851 tuvo rango de concatedral de la diócesis accitana, que entonces era denominada "de Guadix-Baza".
En 1529 se inicia su construcción en estilo gótico pero un terremoto, que asoló la ciudad en 1531, la derribó en su mayor parte, permaneciendo en pie su cabecera conformada por capillas absidiales con arcos apuntados y pilastras góticas. 
En 1531, el Cabildo bastetano encargó su reconstrucción, ya con proyecto renacentista, a Alonso de Covarrubias y al maestro cantero Rodrigo de Gibaja, que culminaría la obra en 1549. Consta de tres plantas cubiertas por bóvedas de crucería y girola. 
La torre, situada al pie del templo, presenta cinco tramos, de los que los tres últimos corresponden a una restauración realizada en la segunda mitad del siglo XVIII, tras otro fuerte terremoto.